# Südamerikanische Wiesel
Das Südamerikanische Wiesel (Grammogale) ist eine Untergattung innerhalb der Gattung Mustela, in welcher Wiesel, Nerze und Iltisse zusammengefasst werden. Zu dieser Untergattung werden zwei Arten gezählt:
- das Kolumbianische Wiesel (Mustela felipei)
- und das Tropische Wiesel (Mustela africana).

## Merkmale
Südamerikanische Wiesel haben den üblichen Körperbau ihrer Gattung mit einem langgestreckten Rumpf und relativ kurzen Beinen und Schwanz. Die Zehen sind mit Schwimmhäuten verbunden, was eine Anpassung an die semiaquatische Lebensweise darstellt. Ihr Fell ist bräunlich gefärbt, wobei das Kolumbianische Wiesel etwas dunkler und kleiner ist als das Tropische Wiesel. Diese Tiere erreichen eine Kopf-Rumpf-Länge von 21 bis 38 Zentimeter, der Schwanz wird rund 11 bis 21 Zentimeter lang.

## Verbreitung und Lebensraum

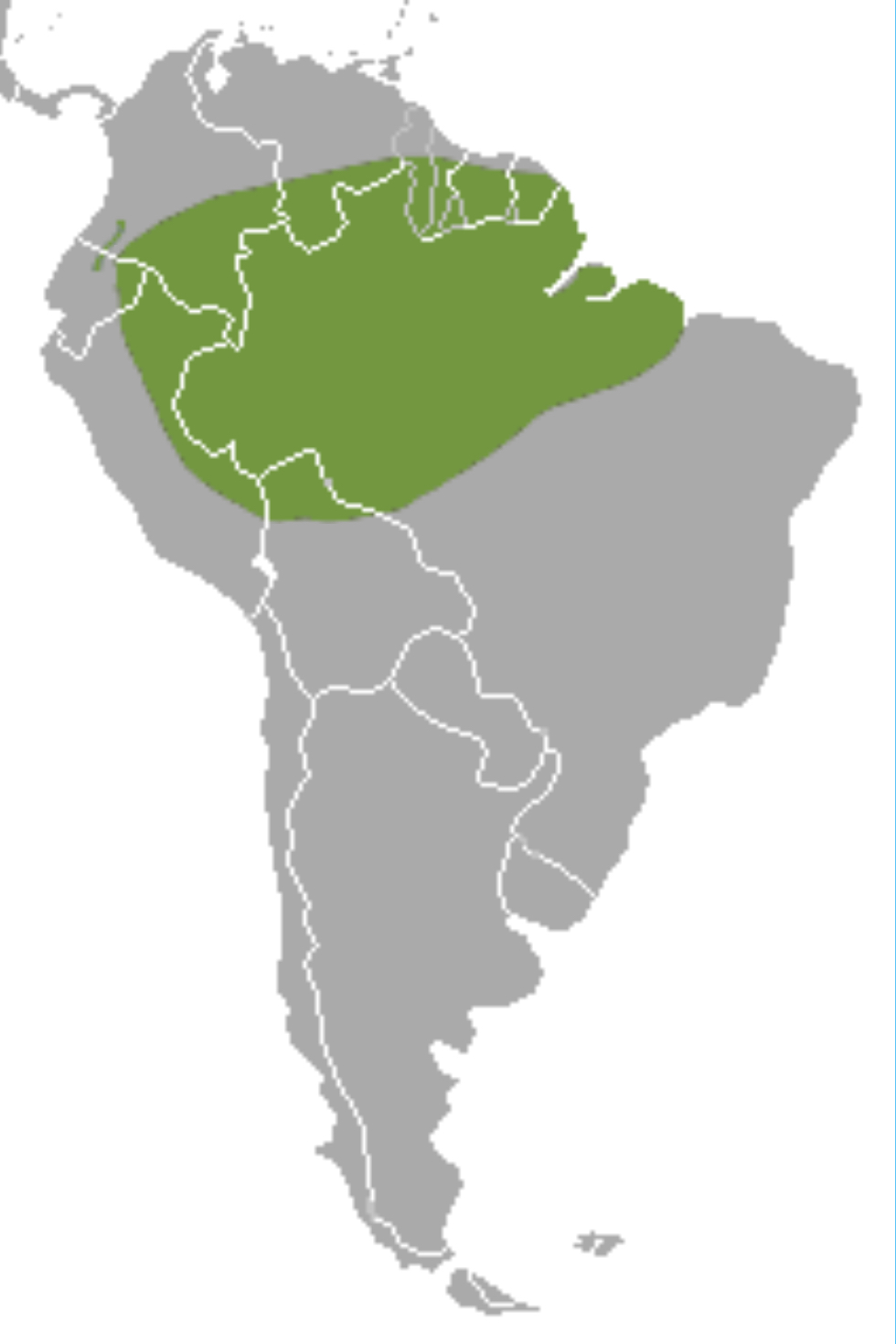
Verbreitungsgebiet des Südamerikanischen Wiesels

Südamerikanische Wiesel leben in Wäldern stets in der Nähe von Gewässern. Während das Kolumbianische Wiesel gebirgige Regionen bis 2700 Meter Seehöhe in Kolumbien und Ecuador bewohnt, ist das Tropische Wiesel im Amazonasbecken in Nordbrasilien, Ecuador und Nordperu beheimatet. Über ihre Lebensweise ist so gut wie nichts bekannt.
Das Kolumbianische Wiesel bewohnt ein relativ kleines Gebiet, das überdies stark von der Abholzung bedroht ist, die IUCN stuft es als „gefährdet“ (vulnerable) ein. Das Tropische Wiesel ist insgesamt nur selten gesichtet worden, angesichts seines großen Verbreitungsgebiets stuft es die IUCN aber als „nicht gefährdet“ (least concern) ein.